# Billete de mil coronas danesas
El billete de 1000 coronas danesas fue el billete de mayor denominación de la Corona de Dinamarca hasta el 31 de mayo de 2025. Sus dimensiones son 165 x 72 mm.

## Características
El billete se comenzó a emitir el 24 de mayo de 2011. Los colores utilizados son el rojo y el azul. El billete ofrece en el anverso una imagen del Puente del Gran Belt, de 6 790 metros de longitud, que fue inaugurado en 1998, y que conecta las islas danesas Selandia y Fionia; y en el reverso el carro solar de Trundholm, fabricado durante el período de la Edad de Bronce, aproximadamente del año 1400 a. C., y que fue hallado en septiembre de 1902. 
Entre las medidas de seguridad, al igual que el resto de los billetes de la corona danesa, están un hilo de seguridad, un patrón ondulante, un sofisticado holograma que refleja la luz en diferentes colores, una marca de agua y un segundo hilo de seguridad oculto.
El billete salió de circulación y perdió su curso legal (junto a otros billetes emitidos antes de 2009) el 31 de mayo de 2025.